# Bitwa pod Camden
Bitwa pod Camden – starcie zbrojne, które miało miejsce 16 sierpnia 1780 podczas amerykańskiej wojny o niepodległość, w pobliżu miasta Camden. Amerykańska armia gen. Horatio Gatesa (4000 ludzi), idąca na pomoc stanom południowym, natknęła się w nocy 16 sierpnia na uszykowaną na wzgórzu armię angielską gen. Charlesa Cornwallisa (2100 ludzi). Po starciu awangard bitwę przerwano. O świcie Cornwalis zaatakował prawym skrzydłem milicję i kawalerię amerykańską, zmuszając je do ucieczki. Zaciężni amerykańscy odnieśli początkowo sukces nad lewym skrzydłem angielskim, ale potem zaatakowani przez zwycięską jazdę Cornwallisa, ponieśli klęskę. Amerykanie stracili 1000 zabitych oraz 1000 rannych i wziętych do niewoli.